# Béguine
Pour l’article ayant un titre homophone, voir Biguine.

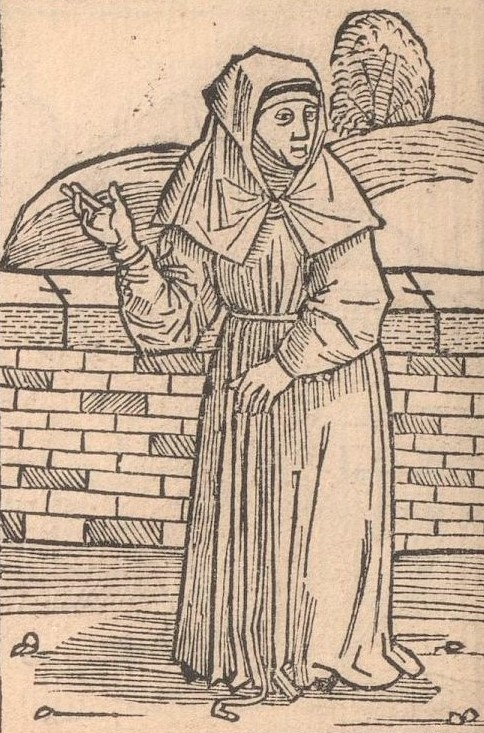
Gravure sur bois représentant une béguine, tirée de l'ouvrage Des dodes dantz, Lübeck, 1489.

Une béguine  est une femme, le plus souvent célibataire ou veuve, appartenant à une communauté religieuse laïque sous une règle monastique, mais sans former de vœux perpétuels.
Le mouvement béguinal, apparu à Liège à la fin du XIIe siècle, constitue le premier type de vie religieuse féminine non cloîtrée ; il s'étend rapidement en Europe du Nord-Ouest, le long de l'axe rhénan. Les béguines vivent dans de petites maisons individuelles souvent regroupées autour d'une chapelle pour former un ensemble appelé « béguinage ».
Proches des ordres mendiants, leur indépendance les rend suspectes aux autorités ecclésiales et elles sont bientôt persécutées - notamment avec l'exécution de Marguerite Porette - puis condamnées par le concile de Vienne pour « fausse piété », avant d'être intégrées aux tiers-ordres mendiants au XVe siècle.
La dernière béguine disparaît le 14 avril 2013 à Courtrai,,.
Leurs homologues masculins étaient appelés « béguins » ou « béguards ».

## Étymologie

### Lexicographie
Le terme beguin est attesté en Basse-Lotharingie dès la fin du XIIe siècle au sens d'« hérétique »; béguine (féminin) est mentionné avant 1227 (Roman de la Violette); béguin (masculin) l'est avant 1236 au sens d’« adhérent masculin au mouvement des béguines » en même temps que begart (« bégard »); beguinus en 1243 (latin médiéval). Il s'agit peut-être d'un dérivé en -in(e) basé sur le moyen néerlandais *beggen (non attesté) « bavarder », « réciter, psalmodier des prières » ou  « réciter des prières d'un ton monotone », restitué d'après le flamand beggelen (attesté) « bavarder à haute voix »,.
En outre, l'existence du mot bégard « membre d'une communauté religieuse qui ne prononçait pas de vœux » issu directement du néerlandais begaert, beggaert, bagaert, terme probablement dérivé du verbe *beggen à l'aide du suffixe -art (> -ard) renforce cette hypothèse. Dans le cas de béguin(e), il y aurait donc une substitution de suffixe pour laquelle -art a fait place à -in. Par ailleurs, le substantif lollard désignant des pénitents au XIVe siècle en Allemagne et aux Pays-Bas est formé de la même manière sur le néerlandais lollen (allemand lullen), verbe signifiant « chantonner, marmonner »,. Enfin, le mot français bègue, attesté sous les formes beggue, becgue dès 1225 est le déverbal de beguer « bégayer ». Il passe lui aussi pour un emprunt antérieur au moyen néerlandais *beggen « bavarder ». Beguer s'est d'abord substitué à l'ancien français bauber (du latin balbus > balbutier) avant d'être remplacé lui-même en moyen français par le dérivé bégayer.

### Origine discutée
Au début du XXIe siècle, la plupart des spécialistes du mouvement béguinal estiment que le terme, qui serait apparu en Brabant et en Flandre, est dérivé de la racine begg- signifiant « murmurer » ou « marmonner », comme lorsqu'on récite des prières. Péjoratif, le terme semble avoir désigné à l'origine une personne priant de manière ostentatoire et voyante, et qui « revendiquait une piété et une dévotion excessives, ou était du moins perçue ainsi, et pouvait donc être considérée comme une hypocrite ». En effet, quand, au tournant du XIIe siècle, des communautés laïques se livrent aux pratiques pénitentielles et autres dévotions jusque-là réservées au clergé monastique, leurs manifestations les plus extrêmes ont pu générer des sentiments de scepticisme, de suspicion ou de dérision au sein de la population.
La connotation péjorative du terme semble ainsi avoir reflété des attitudes à leur égard, qui vont de la moquerie au mépris collectif et à l'hostilité envers « une dévote excessive ou hypocrite » voire une « hérétique ». Mais dès le Moyen Âge, l'origine et le sens des termes « béguine » et « béguard » sont en grande partie oubliés et font l'objet de débats depuis leur première utilisation, laissant les partisans du mouvement comme leurs critiques proposer diverses origines, les premiers les liant à des qualités morales supérieures, les seconds à l'hérésie et à l'infidélité.
Bien que ces étymologies populaires soient toutes erronées, elles éclairent ainsi la façon dont les béguines étaient perçues, de même que la manière dont elles se percevaient elles-mêmes, et aident à expliquer pourquoi le terme s’est répandu et a pris différentes significations, à la fois favorables et défavorables. On a ainsi pu expliquer que le mot provenait de begun, signifiant « fumier » ou encore du mouvement des Albigenses (« albigeois », nom parfois synonyme de « cathares »), parmi d'autres interprétations clairement hostiles. On a également fait dériver le mot de la couleur beige, en faisant référence à leur costume. Une étymologie plus positive, et privilégiée par de nombreuses béguines elles-mêmes, faisait découler le terme du latin benignus, signifiant « bon » ou « bienveillant ». Marie d’Oignies, souvent considérée comme la première béguine, est ainsi décrite comme « une benigna du Christ » et cette appellation qui devient synonyme de béguine se répand d'ailleurs largement en Europe au XIIIe siècle.
Une hypothèse également répandue a fait dériver béguin du surnom li Beges (« le Bègue ») donné au prêtre liégeois Lambert (XIIe siècle), que l’on a supposé à tort être le fondateur du mouvement béguinal. Mais ce Lambertus « li Begus » est attesté postérieurement au mot français, c'est-à-dire vers 1259 et un tel surnom suppose une intention critique car il paraît  peu vraisemblable qu'un prédicateur réputé ait été atteint d'un défaut de parole : ainsi, l'explication douteuse selon laquelle Lambert était bègue semble plutôt à relier au péjoratif « beguin » qui était un synonyme d'« hérétique » bien attesté en Basse-Lotharingie à partir du XIIIe siècle.

## Histoire

### Des femmes pieuses

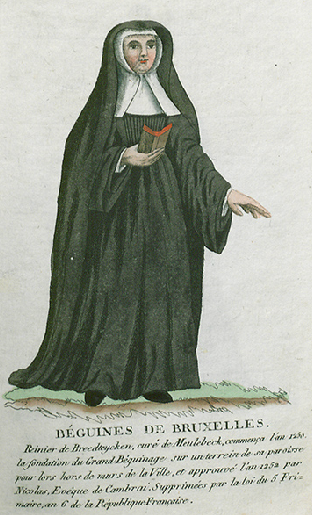
Béguines de Bruxelles.

La fin du XIIe siècle voit un renouvellement social qui s'accompagne d'un regain de spiritualité. On assiste à la naissance de nouveaux ordres religieux, comme les Franciscains. Un grand nombre de femmes désirent entrer dans la vie religieuse. Le phénomène est partiellement dû à une surpopulation féminine au temps des Croisades, entre 1092 et 1270 : les couvents sont pleins. Un numerus clausus fut d'ailleurs fixé par le concile de Latran de 1215 ; d'autres formes de vie religieuse sont donc cherchées.
Le mouvement béguinal « couvre un ensemble d'expériences et de formes de vie religieuses d'une très grande diversité, dont l'élément unificateur est le caractère laïc » de ce qui est à envisager comme un véritable courant spirituel du christianisme européen. Il se développe au départ de Liège, où Lambert le Bège - contempteur des mœurs, des pratiques divinatoires et des pompes du clergé qui se trouve accusé d'être un « meneur de secte » - le soutient autour de l'église Saint-Christophe de Liège, dans les faubourgs de la ville. Au XIIIe siècle, cette communauté ne tarda pas à s'étendre dans la Flandre et, principalement dans le nord de l’Europe (Belgique, Pays-Bas, Rhénanie), on voit se former des communautés de femmes célibataires ou veuves dites « Béguines ». Ces communautés restent laïques, vivant en autogestion. Leur réputation étant parvenue jusqu'à la cour de France, Louis IX, grand amateur de toutes les espèces d'ordres religieux, fit venir à Paris, avant 1264, quelques-unes de ces Béguines, leur acheta une maison ou il les plaça,.
Dès leur constitution, les béguines furent les premières « religieuses dans le monde ». N'ayant fait vœu d'appartenance à aucun ordre religieux, elles avaient une liberté d'action caritative que n'avaient pas les moniales cloîtrées. Elles s'installaient souvent à proximité d'une église paroissiale. Leurs logis étaient indépendants mais, rassemblés pour mieux se protéger, s'entraider et surtout pratiquer leurs dévotions et activités caritatives, ils formaient un béguinage. Cependant, il arrivait qu'elles puissent tout aussi bien vivre dans leur famille, voire avec un époux.
À travers une règle de vie très souple, les béguines cherchent une nouvelle manière d'exprimer leur foi. « C'est une sorte de démocratie avant l'heure, relève Silvana Panciera. Il n'y a pas de mère supérieure, juste une « Grande Dame » élue pour quelques années. De même, chaque béguinage édicte ses propres règles, toujours modifiables ». Rien n'est imposé : ni l'habillement, ni l'habitat. La plupart des béguines vivent seules dans une maisonnette où elles prennent leur repas. Les plus pauvres rejoignent la maison communautaire, le couvent. Le travail, moyen d'émancipation économique, fait partie de leur existence. Elles s'occupent du blanchissage des draps, du lavage de la laine, travaillent à la ferme, fabriquent des bougies. Les plus instruites se tournent vers l'enseignement. Enfin, grâce aux infirmeries présentes dans les béguinages, elles acquièrent un savoir-faire médical. Beaucoup d'entre elles vivent aussi leur foi en s'adonnant à l'art.
Bien que se réunissant souvent en petites communautés, parfois dans des béguinages, elles se proclamaient religieuses mendiantes et menaient une vie spirituelle très forte. Leur caractéristique était l’absence de règle : elles pouvaient choisir de faire un vœu, souvent de chasteté (avec l’accord de leur époux si elles étaient mariées), parfois de pauvreté, exceptionnellement d’obéissance (c’est le cas de Douceline de Digne).
Toutefois leur influence fondamentale pouvait être prédominante. C'est notamment le cas de Douceline. Avec l'aura de son frère Hugues de Digne, ils eurent en leur temps une vraie attraction sur leurs contemporains. En effet, Saint Louis, alors roi de France, fera à son retour de croisade en 1254 le voyage jusqu'à Hyères pour les rencontrer. D'autres grands noms de l'époque demandèrent à être ensevelis à leur côté. C'est le cas de  Louis d'Anjou, fils de Charles II, roi de Naples, et de Marie de Hongrie mais aussi le petit-neveu de Saint Louis ou Louis IX, roi de France.
À l’origine, beaucoup de béguines travaillaient pour gagner leur vie et l’argent de leurs aumônes. Elles possédaient parfois leurs propres ateliers, notamment de tissage mais aussi de poterie et de copie de livres. L’emploi comme domestique, notamment dans les hôpitaux, en raison du dévouement aux pauvres et aux malades exigé, était aussi fréquent chez elles. La quasi-sainteté de leur mode de vie attirait aussi des femmes plus riches et cultivées, qui faisaient administrer leurs biens de manière à distribuer en aumônes leurs revenus. Parmi les béguines les plus instruites on compte Sybille de Gages, latiniste renommée, la poétesse Ida de Léau ou encore Mechthild de Magdebourg, auteure du premier ouvrage pieux en langue populaire.
« Le mouvement des béguines séduit parce qu'il propose aux femmes d'exister en n'étant ni épouse, ni moniales, affranchie de toute domination masculine », explique Régine Pernoud dans son livre « La Vierge et les saints au Moyen Âge ».
Ce mouvement se développa surtout dans le nord de l'Europe, à Liège dès 1180, puis en 1202 à Tirlemont, en 1212 à Valenciennes, puis à Douai, Gand, Anvers et de là se répand rapidement dans toutes les grandes villes de la France de langue d'oïl et d'Allemagne. Ce mouvement de piété fut favorablement accueilli : saint Louis leur légua une somme d’argent, la comtesse Jeanne de Flandre et sa sœur Marguerite furent également généreuses à leur égard.

### Réticences de l’Église

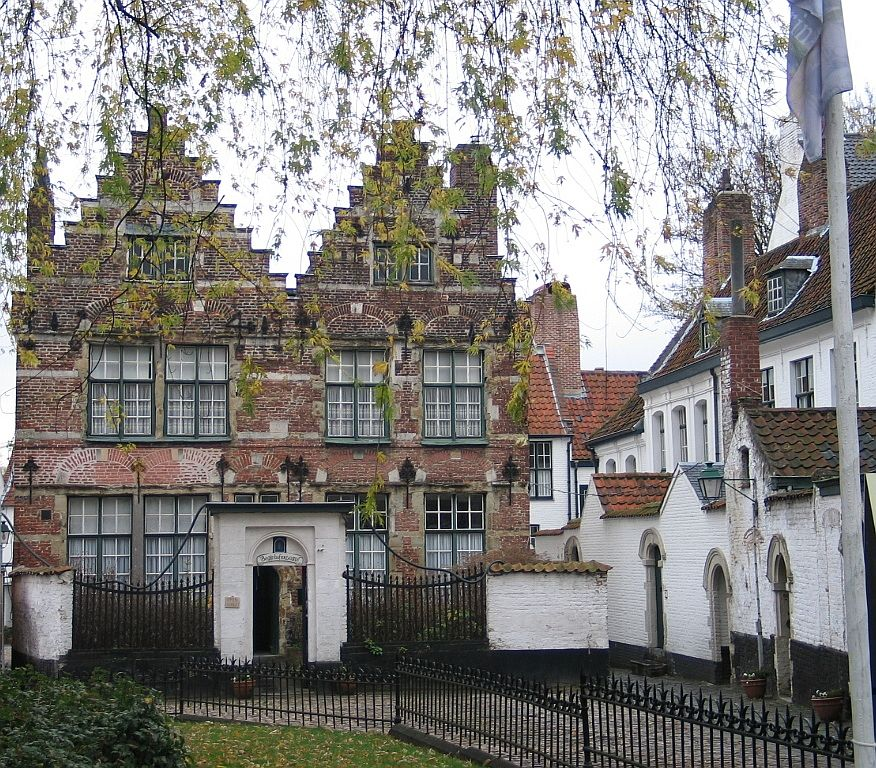
Béguinage de Courtrai.

Comme beaucoup d'autres mouvements de l'époque (cathares, vaudois, mais aussi franciscains, Libre-Esprit et autres), les béguines prônaient un idéal de pauvreté évangélique. Ce mode de vie, qui érige la liberté comme règle suprême, choque. Influencées par la littérature profane courtoise et les mouvements millénaristes proches des franciscains, prônant la pauvreté volontaire et proclamant l'imminence du Royaume de Dieu, le mouvement produit une œuvre poétique et spirituelle significative. Suivant Marguerite Porete et sa doctrine du « pur amour » qui préfigure le quiétisme, l'« âme anéantie », remplie de l'amour de Dieu, se trouve dispensée du souci des biens terrestres et d'obéir aux commandements, sa volonté étant devenue identique à celle de Dieu.
Les béguines, ne prononçant pas de vœux, restent laïques, donc hors de la tutelle de la hiérarchie ecclésiastique. Celle-ci voit d'abord d'un bon œil cette expression de la piété et cette pauvreté voulue et assumée, mais le clergé séculier et les ordres monastiques se sentent concurrencés et s'estiment dépossédés des donations et legs reçus par les béguines. De plus, ils se méfient des libertés acquises par ces femmes (liberté religieuse, liberté sociale, liberté économique, etc.).
Cette appréhension est plus importante où elles sont plus nombreuses : elles imposent aussi une charge plus importante aux moines (visites, confessions aux couvents masculins voisins) qui sont ainsi détournés de leurs occupations régulières, et menacent, en se mêlant aux moines, la fidélité de ces moines à leur vœu de chasteté.
La mendicité paraissait dans certains cas injustifiée étant donné que les béguines étaient valides (le critère autorisant la mendicité était notamment l'invalidité physique). Les réticences n'émanaient pas uniquement de la hiérarchie ecclésiastique : voyant en elles des concurrentes, la corporation des tisserands de Diest leur interdit le tissage. En certaines villes, leurs métiers à tisser furent confisqués.
En 1139, plusieurs décrets du deuxième concile du Latran s’élevèrent contre les femmes qui vivaient sans règle monastique, mais se faisaient passer pour moniales : obligation de vie selon une règle, et interdiction de se mêler aux moines. La crainte de voir les moines rompre leur vœu de chasteté suscite une redéfinition plus sévère de la clôture au chapitre de Cîteaux en 1218, restrictions renouvelées en 1228, ce qui laisse penser qu’elles ne furent pas ou mal suivies.
Mais les réticences vont au-delà : la vie sans règle précise, la liberté de ces femmes, paraissent aberrantes aux clercs de l’Université, dont Guillaume de Saint-Amour. En 1274, lors du concile de Lyon le moine Guibert de Tournai les critique : « Chez nous, il y a des femmes qu’on nomme béguines. Un certain nombre d’entre elles excellent en arguties et raffolent de nouveautés. Elles lisent la Bible en groupe, sans respect, d’une manière pleine d’audace, et cela en petites assemblées, dans des ateliers et même en pleine rue ».

### Les persécutions
Au concile de Mayence (1233), l’inquisiteur Conrad de Marbourg les dénonça. En 1298, la décrétale Periculoso de Boniface VIII étendit aux chartreuses et aux cisterciennes l’obligation de clôture stricte. Soupçonnées d’hérésie, les béguines furent parfois persécutées, comme Marguerite Porete, brûlée vive en 1310. Son ouvrage Le Miroir des âmes simples fut également victime d’un autodafé. En 1311, le concile de Vienne, dirigé par le pape Clément V, les condamna pour fausse piété et hérésie, avec les béguins, frères du libre-esprit, fraticelles. Les Tiers ordres des ordres mendiants ne furent pas concernés par ces reproches.
En deux siècles, les béguines disparurent partout en Europe, sauf en Flandre. « Ici, en 1319, une Bulle papale les autorise à poursuivre l'exercice de leur foi, souligne Silvana Panciera. Les béguines de cette région ont renoncé à un certain radicalisme et accepté de se rapprocher de l'Église. Dès lors, leurs communautés fonctionnent comme des paroisses ». Au XIXe siècle, sous le coup de confiscations et d'interdictions, le mouvement béguinal flamand s'essouffle à son tour.
Jean XXII protégea néanmoins les béguines du Brabant, organisées en vastes béguinages, mais leur entrée fut de plus en plus limitée aux femmes et aux filles de la noblesse et de la grande bourgeoisie. Des ordres de béguines se créèrent au XVIe siècle, mais ils étaient strictement cloîtrés.

### Patrimoine mondial

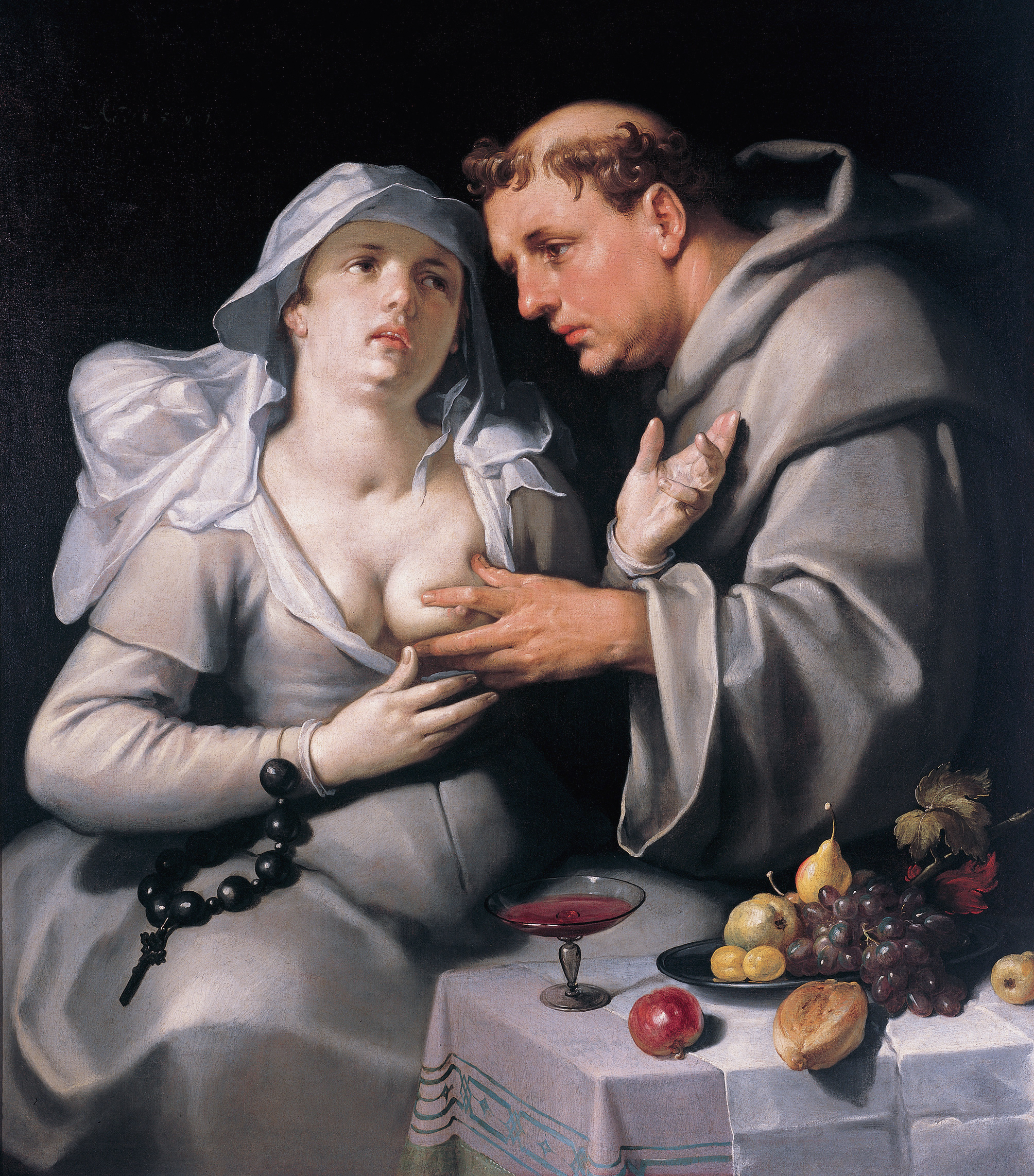
Un moine et une béguine par Cornelis Cornelisz van Haarlem (1591).

Il a existé aux Pays-Bas, dans le Nord de la France (ex. Valenciennes) et surtout en Belgique des béguinages (begijnhof en néerlandais), dans lesquels vivaient ces femmes à la fois religieuses et laïques. Il s'agissait généralement d'une ou deux rangées de petites maisons et d'une église réunies autour d'une cour où se trouvait un jardin. Treize béguinages flamands, comme Louvain ou Bruges, existent encore aujourd'hui et sont classés au patrimoine mondial de l’UNESCO. Ailleurs, les bâtiments n'existent plus mais les noms de rue rappellent la présence d'un béguinage, ainsi à Delft ou Utrecht aux Pays-Bas.

## Dans chaque pays

### En Espagne
En Espagne, les béguines sont appelées beatas.

### En France
Les béguines, appelées filles-Dieu, furent supprimées par Louis XI, et remplacées par des sœurs du Tiers-Ordre franciscain, auxquelles le vulgaire appliqua aussi le nom de béguines.

### En Allemagne
S'éloignant des campagnes, les béguines étaient actives dans de petites fermes proches des villes et en ville même, dans tous les métiers n'exigeant pas la force (tels que la maçonnerie, la ferronnerie, la charpenterie…). Elles copiaient, enseignaient, soignaient et priaient beaucoup. En Thuringe, si elles délaissèrent le filage, elles tissaient, teignaient et commerçaient. Ainsi les archives de la ville d'Erfurt relèvent au moins neuf béguinages actifs du XIIe au XIVe siècle.
Mais bientôt, comme en France, leur succès économique provoqua la jalousie des puissantes Corporations [réf. souhaitée], alors que leur mode de vie non-patriarcal éveillait la crainte des Politiques et des Églises [réf. souhaitée].

### En Belgique

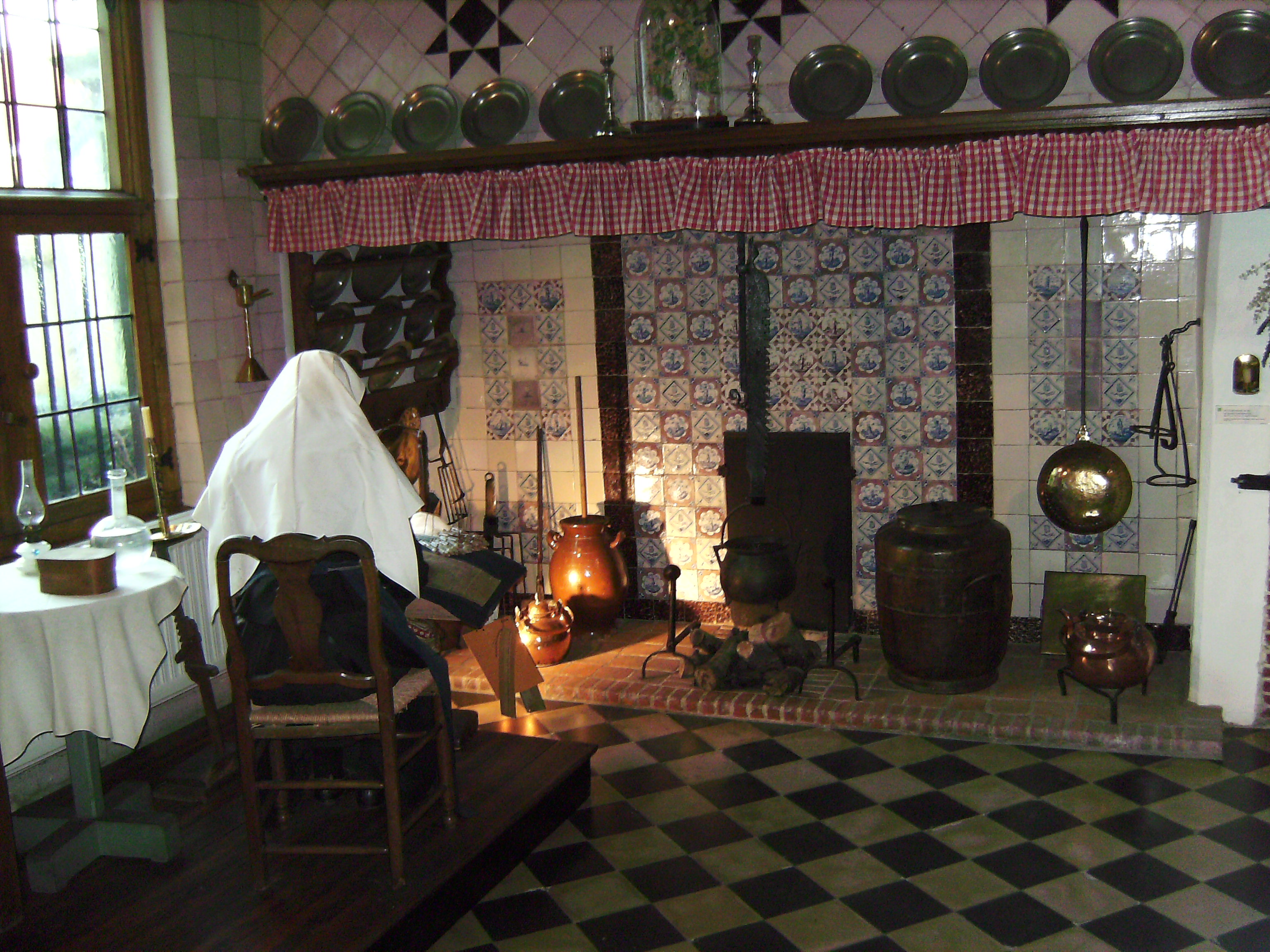
Intérieur d'un convent au XIXe siècle, musée du béguinage de Turnhout, Belgique.

## Influences
Le mouvement béguinal et celui du Libre-Esprit influencèrent la Mystique rhénane et Maître Eckhart, ce dernier ayant probablement connu l'œuvre de Marguerite Porète.

## Disparition et postérité
En 1998, à Tännich, en Thuringe, à 30 km au sud d’Erfurt et de Weimar, s’est créée la ferme de Lieselotte, « béguinage » moderne, où des femmes de tous âges et conditions peuvent vivre en communauté pour s’entraider et échanger leurs expériences et leur pratiques.
Si le premier but est économique, visant l’autonomie par la création d’entreprises dans le domaine manuel, social, gastronomique et/ou éducatif, ce centre de béguines est également un lieu de retraite et de protection pour des femmes et leurs enfants. Là, elles trouvent les moyens de se ressourcer et se détendre.
Le « béguinage » moderne existe aussi en France, particulièrement dans le Nord, où c'est un mode de vie collectif où les retraités vivent dans une certaine communauté, en alternative à la maison de retraite.
En 1960, six cents béguines vivent encore en Flandre. La dernière béguine au monde, Marcella Pattyn, meurt le 14 avril 2013 à Courtrai à l’âge de 92 ans. Son décès représente la fin de cette tradition religieuse huit fois centenaire,,.

## Béguines célèbres
- sainte Marie d'Oignies (1176-1213). Voir Jacques de Vitry, Vie de Marie d'Oignies (1215, trad. Jean Miniac, Actes Sud, 1997, 176 p.).
- Mechthild de Magdebourg (1207?-1283?), autrice du premier ouvrage pieux en langue populaire, La lumière fluente de la divinité (trad. W. Verlaguet, Grenoble, Jérôme Millon, 2001).
- Hadewijch d'Anvers (1220?-1260?), autrice de poèmes, de « visions » et de lettres : Poèmes spirituels (in Hadewijch d'Anvers. Écrits mystiques des béguines, trad. du moyen-néerlandais J.-B. Porion, Seuil, 1954), Lettres spirituelles (in Hadewijch d'Anvers. Sept degrés d'amour, trad. J.-B. Porion, Genève, 1972), Les visions (trad. F.-X. de Guilbert, Œil, 1987).
- sainte Christina von Stommeln (1242-1312). Elle est connue par sa correspondance avec Pierre de Dacie (Pierre de Dacie, Ma très chère…, trad. F. Rosso, Auribeau-sur-Siagne, Éditions Esprit Ouvert, 2002, 157 p.).
- Marguerite Porete ou la Porrette (v. 1250-1310), condamnée pour hérésie et brûlée vive en 1310 place de l'actuel Hôtel de ville à Paris pour avoir écrit « Le miroir des âmes simples » (1295, trad. M. Huot de Longchamps, Albin Michel, 1984).

#### Ouvrages
- Pascal Majérus, Ces femmes qu’on dit béguines. Guides des béguinages de Belgique. Bibliographie et sources d’archives, Bruxelles, Archives Générales du Royaume, 1997 (2 volumes)
- (en) Louisa A. Burnham, So Great a Light, So Great a Smoke. The Beguin Heretics of Languedoc,  éd. Cornell University Press, 2008
- Raoul Manselli, Spirituels et béguins du Midi,  éd. Privat, 1989
- Jean-Claude Schmitt, Mort d'une hérésie. L'Église et les clercs face aux béguines et aux béghards du Rhin supérieur du XIVe au XVe siècle,  éd. Mouton-E.H.E.S.S., 1978
- (en) Walter Simons, Cities of Ladies: Beguine Communities in the Medieval Low Countries, 1200-1565,  éd. University of Philadelphia Press, 2001
- Paul Vandenbroeck, Le jardin clos de l'âme. L'imaginaire des religieuses dans les Pays-Bas du Sud, depuis le 13e siècle, Bruxelles-Gand, 1994
- Suzanne Van Aerschot et Michiel Heirman (trad. Solange Delsart, Chantal Gerniers, Jacqueline Caenberghs), Les béguinages en Flandre. Un patrimoine mondial,  éd. Racine, 2001, 272 p. (ISBN 2-87386-258-0)
- Geneviève De Cant, Pascal Majérus et Christiane Verougstraete, Un monde de femmes indépendantes, du XIIe siècle à nos jours : les Béguinages flamands, Riverside (Connecticut), Hervé van Caloen Foundation, coll. « Guide Luciole pour voyageurs intelligents », 2003, 158 p. (ISBN 0-9727718-1-6)
- (en) Ernest W. MacDonnell, The Beguines and Beghards in Medieval Culture: With Special Emphasis on the Belgian Scene,  éd. Octagon Books, 1969
- (en) Tanya Stabler Miller, The Beguines of Medieval Paris: Gender, Patronage, and Spiritual Authority, University of Pennsylvania Press, 2014
- Silvana Panciera, Les Béguines,  éd. Fidélité, 2009
- Régine Pernoud, Les Saints au Moyen Âge - La sainteté d’hier est-elle pour aujourd’hui ?, Paris, Plon, 1984, 367 p. (ISBN 2-259-01186-1), p. 170-181
- (de) Frank-Michael Reichstein, Das Beginenwesen in Deutschland,  éd. Studien und Katalog, 2001
- Aline Kiner, La nuit des béguines, éd. Liana Lévi, 2018,  (ISBN 9791034900602)

#### Articles
- Thomas Coomans, « Saint-Christophe à Liège : la plus ancienne église médiévale du mouvement béguinal », in Bulletin monumental, 164/4, 2006, p. 359-376.
- Pascal Majérus, « Le béguinage flamand : où l’esprit se fait pierre », in Lumière et Vie, janvier-mars 2013, p. 47-64.
- Pascal Majérus, « Béguinages de Belgique : au-delà du mythe », in Bulletin de Dexia Banque, 2000/3, 54e année, p. 33-53.
- Julien Théry, « "Inquisitio contre Rixende, fanatique du XIIIe siècle" : la copie d'un document perdu des archives de l'archevêché de Narbonne par le minime François Laporte (BM Toulouse, ms 625, fol. 73-83, vers 1710) », dans Michelle Fournié, Daniel Le Blévec, L'archevêché de Narbonne au Moyen Âge, Toulouse, Presses universitaires du Mirail, coll. « Méridiennes », 2008 (lire en ligne), p. 63-90.
- Mohammed Taleb, « La révolution des Béguines ». Le Monde des Religions, no 46, mars-avril 2011, p. 6-11.
- Philippe Guignet, « État béguinal, demi-clôture et « vie mêlée » des filles dévotes de la Réforme Catholique dans les Pays-Bas méridionaux à l'époque moderne », Histoire, économie et société, Paris, Armand Collin,‎ 24e année, p. 373-385 (ISSN 1777-5906, lire en ligne).